# Popstars
Popstars este o emisiune de televiziune concurs și un precursor al francizei Idol. Seria a fost difuzată pentru prima dată în 1999 în Noua Zeelandă, unde producătorul Jonathan Dowling a format trupa de fete TrueBliss. Deși Popstars a avut succes în majoritatea țărilor la începutul anilor 2000, emisiunile au început treptat să fie retrase de către operatorii de radio datorită audiențelor scăzute. Ultima țară în care Popstars s-a bucurat de succes - pe lângă celelalte emisiuni ca X Factor și Got Talent - a fost Germania.

## Versiuni internaționale

Țările care au avut o versiune Popstars

| Țară                       | Nume local                                                                 | Canal TV                     | Sezoane/serii și câștigători | Alți artiști notabili                                                                                          |
| -------------------------- | -------------------------------------------------------------------------- | ---------------------------- | --- | --- |
| Africa de Sud              | Popstars                                                                   | e.tv                         | 2002: 101 2004: Jamali 2010: Nne Vida | |
| Argentina                  | Popstars: Tu Show Está Por Empezar                                         | Azul TV (1) Telefé (2)       | Sezonul 1, 2001: Bandana Sezonul 2, 2002: Mambrú | |
| Australia                  | Popstars                                                                   | Seven Network                | Sezonul 1, 2000: Bardot Sezonul 2, 2001: Scandal'us Sezonul 3, 2002: Scott Cain | Sezonul 3: Danielle Stearman                                                                                   |
| Australia                  | Popstars Live                                                              | Seven Network                | Sezonul 1, 2004: Kayne Taylor | Sezonul 1: Miranda Murphy                                                                                      |
| Austria                    | Popstars: Mission Österreich                                               | PULS4                        | Sezonul 1, 2011: Kilmokit | |
| Belgia                     | Pop Stars                                                                  | VT4                          | Sezonul 1, 2001: Vanda Vanda | |
| Brazilia                   | Popstars                                                                   | SBT                          | Sezonul 1, 2002:Rouge Sezonul 2, 2003: Br'oZ | Sezonul 1: Marjorie Estiano                                                                                    |
| Canada                     | Popstars                                                                   | CTV                          | Sezonul 1, 2001: Sugar Jones | Julie Crochetière                                                                                              |
| Canada                     | Popstars: Boy Meets Girl                                                   | Global TV                    | Sezonul 2, 2002: Velvet Empire | |
| Canada                     | Popstars: The One                                                          | Global TV (2)                | Season 3, 2003: Christa Borden | |
| Columbia                   | Popstars                                                                   | Canal Caracol                | Sezonul 1, 2002: Escarcha | |
| Danemarca                  | Popstars (1-3) Popstars Showtime! (4)                                      | TV 2                         | Sezonul 1, 2001: EyeQ Sezonul 2, 2002: Jon Nørgaard Sezonul 3, 2003: Fu:el Sezonul 4, 2004: Maria Lucia | Sezonul 2: Julie Berthelsen                                                                                    |
| Ecuador                    | Popstars                                                                   | Teleamazonas                 | Sezonul 1, 2003: Kiruba Sezonul 2, 2004: La Coba | |
| Finlanda                   | Popstars (1) Popstars (2)                                                  | MTV3                         | Sezonul 1, 2002: Gimmel Sezonul 2, 2004: INDX | Sezonul 1: Jenni Vartiainen Sezonul 2: Jane                                                                    |
| Franța                     | Popstars (1, 2, 4, 5) Popstars - le duel (3)                               | M6 (1-4) D8 (5)              | Sezonul 1, 2001: L5 Sezonul 2, 2002: Whatfor Sezonul 3, 2003: Linkup Sezonul 4, 2007: Sheryfa Luna Sezonul 5, 2013 : - | Sezonul 1: Louisy Joseph Sezonul 2: Chimène Badi Sezonul 3: Diadems Sezonul 3: M. Pokora Sezonul 4: Léa Castel |
| Germania                   | Popstars (1, 2, 4-8 ) Popstars - Das Duell (3) Popstars: Girls Forever (9) | RTL II (1,2) ProSieben (3- ) | Sezonul 1, 2000: No Angels Sezonul 2, 2001: Bro'Sis Sezonul 3, 2003: Overground Sezonul 4, 2004: Nu Pagadi Sezonul 5, 2006: Monrose Sezonul 6, 2007: Room 2012 Sezonul 7, 2008: Queensberry Sezonul 8, 2009: Some & Any Sezonul 9, 2010: LaViVe Sezonul 10, 2012: Melouria | Sezonul 3: Preluders Sezonul 5: Mandy Capristo                                                                 |
| Grecia Cipru               | Popstars                                                                   | Mega TV                      | Sezonul 1, 2003: Hi-5 | |
| India                      | Coke [V] Popstars                                                          | Channel V                    | Sezonul 1, 2002: Viva Sezonul 2, 2003: Aasma | |
| Indonezia                  | Popstars Indonesia                                                         | Trans TV                     | Sezonul 1, 2003: Sparx | |
| Irlanda                    | Irish Popstars                                                             | RTÉ One                      | Sezonul 1, 2002: Six | |
| Italia                     | Popstars (1) Superstar Tour (2)                                            | Italia 1                     | Sezonul 1, 2001: Lollipop Sezonul 2: 2003: Lucky Star | |
| Kenya                      | Coca-Cola Popstars                                                         | Sezonul 1, 2004: Sema        | | |
| Malaysia                   | Popstars                                                                   | Sezonul 1, 2003: By'U        | | |
| Mexic                      | Popstars                                                                   | Televisa                     | Sezonul 1, 2002: T' de Tila | |
| Noua Zeelandă              | Popstars                                                                   | TV2                          | Sezonul 1, 1999: TrueBliss | |
| Norvegia                   | Popstars                                                                   | TV3 Norvegia                 | Sezonul 1, 2001: Cape | |
| Olanda                     | Popstars: The Rivals                                                       | RTL 4                        | Sezonul 1, 2004: Men2B (băieți) și Raffish (fete) | |
| Olanda                     | Popstars                                                                   | SBS 6                        | Sezonul 1, 2008: RED! Sezonul 2, 2009-10: Wesley Klein Sezonul 3, 2010-11: Dean Saunders | |
| Portugalia                 | Popstars                                                                   | SIC                          | Sezonul 1, 2001: Nonstop | |
| Regatul Unit               | Popstars                                                                   | ITV                          | Seria 1, 2001: Hear'Say | Liberty X (finaliști) Darius Danesh Warren Stacey                                                              |
| Regatul Unit               | Popstars: The Rivals                                                       | ITV                          | Seria 1, 2002: Girls Aloud | One True Voice (finaliști, bărbați) Javine Hylton Phixx Clea LoveShy (Aimee și Emma din Clea) The Cheeky Girls |
| România                    | Popstars                                                                   | ProTV                        | Sezonul 1, 2003: Bliss | |
| Rusia                      | PopStars                                                                   | Rossiya 1                    | Sezonul 1, 2002: Drugie Pravila | |
| Slovacia                   | Coca-Cola Popstar                                                          | Markíza                      | Sezonul 1, 2001: Seven Days to Winter Sezonul 2, 2002: Misha Sezonul 3, 2003: Zuzana Smatanová Sezonul 4, 2004: Vetroplach Sezonul 5, 2005: Bystrík Sezonul 6, 2006: Ivo Bič Sezonul 7, 2007: Peoples Sezonul 8, 2008: Mária Čírová                                        | |
| Slovenia                   | Popstars                                                                   | Kanal A                      | Sezonul 1, 2002: Bepop Sezonul 2, 2003: Unique | |
| Spania                     | Popstars: Todo por un sueño                                                | Telecinco                    | Sezonul 1, 2002: Bellepop | Sezonul 1: Roser                                                                                               |
| Suedia                     | Popstars                                                                   | Kanal 5                      | Sezonul 1, 2001: Excellence aka XLNS Sezonul 2, 2002: Supernatural Sezonul 3, 2003: Johannes Kotschy | Sezonul 2: Martin Rolinski                                                                                     |
| Statele Unite ale Americii | Popstars                                                                   | The WB Television Network    | Sezonul 1, Spring 2001: Eden's Crush Sezonul 2, Winter 2001: Scene 23 | Sezonul 1: Nicole Scherzinger Sezonul 2: Josh Henderson                                                        |
| Tanzania                   | Coca-Cola Popstars                                                         | Sezonul 1, 2004: Wakilisha   | | |
| Turcia                     | Popstars                                                                   | Show TV                      | Sezonul 1, 2003: Adibin Sezonul 2, 2004: Selçuk Demirelli | |
| Uganda                     | Coca-Cola Popstars                                                         | Sezonul 1, 2004: Blu3        | | |
| Ungaria                    | Popsztárok                                                                 |                              | TV2 Ungaria | Sezonul 1, 2002: Sugar & Spice                                                                                 |